# ديفيسفيل (ميزوري)
ديفيسفيل (بالإنجليزية: Davisville)‏ هي إحدى المجتمعات الفردية (غير مصنفة) في ولاية ميزوري في الولايات المتحدة الأمريكية.